# Zhang Liangmin
Zhang Liangmin (张亮敏T, Zhāng LiàngmǐnP; Shanghai, 12 ottobre 1985) è un'atleta paralimpica cinese specializzata nel getto del peso, lancio del disco e lancio del giavellotto e classificata F11 per la sua cecità.

## Biografia
Cieca dalla nascita a causa dell'assunzione di antibiotici da parte della madre durante la gravidanza, ha iniziato a praticare l'atletica leggera paralimpica nel 2001 e già nel 2002 ha preso parte ai campionati mondiali paralimpici di Lilla, in Francia, classificandosi nona nel lancio del disco F12 e decima nel getto del peso F12.
Nel 2004 si è classificata settima nel getto del peso F12 ai Giochi paralimpici di Atene e nell'edizione successiva dei Giochi, quella di Pechino 2008, ha conquistato la medaglia d'argento nel lancio del disco F12-13, raggiungendo anche il quarto posto nel getto del peso F12-13.
Nel 2011 ha conquistato il titolo iridato nel getto del peso F11 ai campionati mondiali paralimpici di Christchurch, mentre nel lancio del disco F12 si è fermata al secondo gradino del podio. Nel 2012 torna a partecipare ai Giochi paralimpici di Londra, dove è diventata campionessa paralimpica del lancio del disco F11-12 e medaglia di bronzo nel getto del peso F11-12.
Nel 2013 ha conquistato due medaglie d'argento nel getto del peso F11 e nel lancio del disco F11-12 ai campionati del mondo paralimpici di Lione, mentre l'anno successivo ha partecipato per la prima volta ai Giochi para-asiatici, nell'edizione di Incheon 2014, da dove è tornata a casa con due medaglie d'oro nel getto del peso e nel lancio del disco F11-12.
Ai campionati mondiali paralimpici di Doha ha ottenuto la medaglia d'oro nel lancio del disco F11 e quella di bronzo nel lancio del giavellotto F11, classificandosi solo decima nel getto del peso F11. nel 2016 è tornata a conquistare la medaglia d'oro paralimpica nel lancio del disco F11 ai Giochi di Rio de Janeiro, mentre nel getto del peso F11 ha raggiunto la settima posizione.
Il 2017 è stato l'anno del suo terzo oro mondiale, conquistato ai campionati di Londra insieme al quarto posto nel lancio del giavellotto F11 e al settimo posto nel getto del peso F12.
Dopo aver vinto una medaglia d'oro e una d'argento rispettivamente nel lancio del disco F11 e nel getto del peso F11-12 ai Giochi para-asiatici di Giacarta 2018, nel 2019 ha conquistato la medaglia d'argento nel lancio del disco F11 ai mondiali paralimpici di Dubai.
Nel 2021 ha preso parte ai Giochi paralimpici di Tokyo, dove è riuscita ad aggiudicarsi il terzo oro paralimpico nel lancio del disco F11, fermandosi invece al nono posto in classifica nel getto del peso F12. Tre anni dopo vince nuovamente l'oro nel lancio del disco alle Paralimpiadi di Parigi.

## Palmarès
| Anno | Manifestazione       | Sede           | Evento                     | Risultato | Prestazione | Note                                     |
| ---- | -------------------- | -------------- | -------------------------- | --------- | ----------- | ---------------------------------------- |
| 2002 | Mondiali paralimpici | Lilla          | Getto del peso F12         | 10ª       | 8,67 m      |                                          |
| 2002 | Mondiali paralimpici | Lilla          | Lancio del disco F12       | 9ª        | 28,61 m     |                                          |
| 2004 | Giochi paralimpici   | Atene          | Getto del peso F12         | 7ª        | 10,12 m     |                                          |
| 2008 | Giochi paralimpici   | Pechino        | Getto del peso F12-13      | 4ª        | 10,91 m     |                                          |
| 2008 | Giochi paralimpici   | Pechino        | Lancio del disco F12-13    | Argento   | 40,35 m     |                                          |
| 2011 | Mondiali paralimpici | Christchurch   | Getto del peso F11         | Oro       | 9,61 m      |                                          |
| 2011 | Mondiali paralimpici | Christchurch   | Lancio del disco F12       | Argento   | 40,42 m     |                                          |
| 2012 | Giochi paralimpici   | Londra         | Getto del peso F11-12      | Bronzo    | 11,07 m     |                                          |
| 2012 | Giochi paralimpici   | Londra         | Lancio del disco F11-12    | Oro       | 40,13 m     |                                          |
| 2013 | Mondiali paralimpici | Lione          | Getto del peso F11         | Argento   | 11,59 m     |                                          |
| 2013 | Mondiali paralimpici | Lione          | Lancio del disco F11-12    | Argento   | 35,24 m     |                                          |
| 2014 | Giochi para-asiatici | Incheon        | Getto del peso F11-12      | Oro       | 11,39 m     |                                          |
| 2014 | Giochi para-asiatici | Incheon        | Lancio del disco F11-12    | Oro       | 37,41 m     |                                          |
| 2015 | Mondiali paralimpici | Doha           | Getto del peso F12         | 10ª       | 10,11 m     |                                          |
| 2015 | Mondiali paralimpici | Doha           | Lancio del disco F11       | Oro       | 36,03 m     |                                          |
| 2015 | Mondiali paralimpici | Doha           | Lancio del giavellotto F11 | Bronzo    | 20,86 m     |                                          |
| 2016 | Giochi paralimpici   | Rio de Janeiro | Getto del peso F12         | 7ª        | 11,12 m     |                                          |
| 2016 | Giochi paralimpici   | Rio de Janeiro | Lancio del disco F11       | Oro       | 36,65 m     |                                          |
| 2017 | Mondiali paralimpici | Londra         | Getto del peso F12         | 7ª        | 10,97 m     |                                          |
| 2017 | Mondiali paralimpici | Londra         | Lancio del disco F11       | Oro       | 35,11 m     |                                          |
| 2017 | Mondiali paralimpici | Londra         | Lancio del giavellotto F11 | 4ª        | 15,69 m     |                                          |
| 2018 | Giochi para-asiatici | Giacarta       | Getto del peso F11-12      | Argento   | 11,34 m     |                                          |
| 2018 | Giochi para-asiatici | Giacarta       | Lancio del disco F11       | Oro       | 36,52 m     |                                          |
| 2019 | Mondiali paralimpici | Dubai          | Getto del peso F12         | 10ª       | 9,93 m      |                                          |
| 2019 | Mondiali paralimpici | Dubai          | Lancio del disco F11       | Argento   | 36,78 m     |                                          |
| 2021 | Giochi paralimpici   | Tokyo          | Getto del peso F12         | 9ª        | 10,31 m     |                                          |
| 2021 | Giochi paralimpici   | Tokyo          | Lancio del disco F11       | Oro       | 40,83 m     |                                          |
| 2023 | Mondiali paralimpici | Parigi         | Lancio del disco F11       | Oro       | 38,57 m     |                                          |
| 2024 | Mondiali paralimpici | Kōbe           | Lancio del disco F11       | Argento   | 38,62 m     |                                          |
| 2024 | Giochi paralimpici   | Parigi         | Lancio del disco F11       | Oro       | 39,08 m     | Miglior prestazione personale stagionale |